# Immortal?
Immortal? is het vierde studioalbum van de Britse band Arena. Het album is opgenomen in hun eigen Thin Ice geluidsstudio, alwaar ook Karl Groom achter de knoppen zat. De voorproductie werd verzorgd door Mike Stubbie, waarmee de band al eerder had gewerkt. De hoes is wederom van Hugh Syme. Er is een nieuwe zanger en een "nieuwe" bassist. Nolan werkte samen met Groom en Salmon samen in Shadowland.

## Musici
- Rob Sowden – zang
- John Mitchell – gitaar, achtergrondzang
- Ian Salmon – basgitaar
- Clive Nolan – toetsinstrumenten, achtergrondzang
- Mick Pointer – slagwerk

## Muziek
| Nr. | Titel                 | Duur  |
| --- | --------------------- | ----- |
| 1.  | Chosen                | 6:21  |
| 2.  | Waiting for the flood | 5:54  |
| 3.  | The butterfly man     | 8:56  |
| 4.  | Ghost in the firewall | 4:55  |
| 5.  | Climbing the net      | 4:40  |
| 6.  | Moviedrome            | 19:46 |
| 7.  | Friday’s dream        | 4:44  |